# Heaven & Earth
Heaven & Earth ist das 22. Studioalbum der Progressive-Rock-Band Yes, veröffentlicht im Jahr 2014.

## Entstehung
Yes' einundzwanzigstes Studioalbum "Fly from Here" war trotz der teuren und von der Kritik hochgelobten Produktion von Trevor Horn nicht auf die ungeteilte Begeisterung einer großen Fangemeinschaft gestoßen. Zu viele Stücke des Albums waren nur alte Lieder, die bei verschiedenen früheren Sessions als zu schwach übriggeblieben waren und die man nun doch aufgenommen hatte. Bereits zum wiederholten Male fuhr ein Studioalbum der Band daher rote Zahlen ein.
Um die Verluste auszugleichen, schickte Yes' Plattenfirma, das italienische Oldielabel Frontiers Records, die Band auf lange Tourneen, auf denen sie ausschließlich ihre alten Klassiker spielte – etwas, das sie bereits seit der "Keys to Ascension"-Ära Mitte der 1990er Jahre getan hatte. Seit dieser Zeit ähnelten sich die Setlisten der Yes-Konzerte auffällig und bestanden vor allem aus Songs der Alben "The Yes Album", "Fragile", "Close to the Edge" und "Going for the One". Nur sporadisch, anlässlich von Neuveröffentlichungen, wurden neue Stücke eingestreut.
Benoît David, Sänger auf "Fly from Here", der bereits seit einiger Zeit von den anderen Bandmitgliedern kritisiert worden war, weil er selbst nicht am Songwriting beteiligt war, wurde nun durch Jon Davison, vorher bei der Band Glass Hammer, ersetzt. Abgesehen von seiner Stimme, die der des langjährigen Yes-Sängers Jon Anderson ähnelte, schrieb dieser im Gegensatz zu seinem direkten Vorgänger selbst Lieder. So wurde, auch vor dem Hintergrund der Tatsache, dass schon "Fly from Here" zu großen Teilen aus alten Ideen aus den 1980er Jahren bestanden hatte, deutlich, dass Yes dringend neues Liedmaterial benötigten, das die anderen Mitglieder nicht selbst schreiben konnten oder wollten. Da man angesichts der Kritik an "Fly from Here" nicht wieder auf altes Material zurückgreifen wollte, wurde Neumitglied Jon Davison auch zum Hauptsongwriter der Band.
Angesichts der finanziellen Katastrophe von "Fly from here" wurden Yes von Frontiers zu drastischen Einsparungen gezwungen. Während die neuen Lieder geschrieben wurden, war die Band kaum je komplett versammelt. Die Mitglieder wohnten bereits seit Jahren weit verstreut in verschiedenen Ländern, so dass es aufwändig und teuer gewesen wäre, die ganze Band über Wochen und Monate an einem Ort zu versammeln. Daher reiste Davison mit seinen Demos von einem Mitglied zum nächsten: Ende 2012 besuchte er Bassist Chris Squire in Phoenix, Arizona, danach flog er nach Seattle um sich mit Schlagzeuger Alan White zu treffen. Er flog dann im Dezember 2013 nach England, um zunächst mit Gitarrist Steve Howe zu arbeiten, und fuhr am Ende zu Keyboarder Geoffrey Downes nach Wales.
Die ersten Songs, an denen Davison und Squire arbeiteten, waren "The Game" und "In a World of Our Own". "The Game" stammte aus früheren Sessions für ein nie verwirklichtes Solo-Album Squires, die Hauptarbeit leistete aber Davison. Dies ging schließlich so weit, dass er sogar die meisten Basslinien für Chris Squire schrieb.
Erst Anfang 2014, nur Tage vor Beginn der Aufnahmen, kam die Band in Los Angeles zusammen, um in gemeinsamen Proben letzte Hand an die Stücke zu legen.
Um die Kosten während der nun folgenden Studioaufnahmen niedrig zu halten, gestand Frontiers Yes nicht einmal die Hälfte der Zeit zu, die sie normalerweise im Studio benötigen. Anstelle von vier oder fünf Monaten musste "Heaven & Earth" in zwei Monaten fertiggestellt werden: Die Band war vom 6. Januar bis zum 14. März 2014 in den Neptune Studios in Los Angeles. Die bei der Progressive-Rock-Band Yes üblichen, ausgefeilten Arrangements konnten daher aus Zeit- und Kostengründen kaum realisiert werden.
Diese Zeit- und Kosteneinsparungen konnten an der Musik nicht spurlos vorübergehen: Die Lieder und ihre Arrangements mussten für die Verhältnisse der Band ungewohnt schlicht bleiben, Klang und Produktion ebenfalls. Notgedrungen entschied man sich, den Songs durch den Einsatz einer Rhythmusgitarre mehr Volumen zu verleihen, was im Vergleich zu den bei Yes sonst üblichen künstlerischen Mitteln weitaus weniger Zeit in Anspruch nahm. Da Steve Howe kaum Rhythmusgitarre spielt, übernahm Jon Davison diese Aufgabe, wofür er von Howe ausdrücklich gelobt wurde.
Gegen Ende der Aufnahmen geriet die Band in Zeitnot. Zeitweise spielten die Musiker getrennt voneinander in drei verschiedenen Studios ihre Parts ein, um die Deadline noch zu schaffen. Überdies wurde eine große Umbesetzung notwendig: Kurz nachdem Squire in einem Interview noch erklärt hatte, dass Produzent Baker sich "nächsten Montag" an den Mix machen würde, wurde bekannt, dass plötzlich Billy Sherwood damit betraut worden sei. Zunächst wurden technische Probleme als Grund genannt, Steve Howe gestand später jedoch ein, dass Baker es nicht vermocht habe, das skizzenhafte "Heaven & Earth" wie ein Yes-Album klingen zu lassen: Band und Plattenfirma waren mit Bakers Produktion unzufrieden. So wurde kurzerhand das ehemalige Yes-Mitglied Billy Sherwood engagiert, um Mix und Mastering in nur ein paar Tagen fertigzustellen und dabei zu retten, was zu retten war. In nur zehn Tagen mischte Sherwood das Album nun neu.
Das Album wurde schließlich am 16. Juli 2014 in Japan, am 18. und 21. Juli in Europa, und am 22. Juli in Nordamerika veröffentlicht.

## Leak
Heaven & Earth wurde einige Wochen vor seiner offiziellen Veröffentlichung geleakt. Vermutungen, ein Mitarbeiter von Frontiers wäre dafür verantwortlich und wollte der Band bzw. der Plattenfirma absichtlich schaden, waren weit verbreitet (auch Bandmitglieder beteiligten sich an entsprechenden Spekulationen), wurden aber nie offiziell bestätigt.

## Titelliste
1. "Believe Again" (Davison/Howe) (8:02)
2. "The Game" (Squire/Davison/Johnson) (6:51)
3. "Step Beyond" (Howe/Davison) (5:34)
4. "To Ascend" (Davison/White) (4:43)
5. "In a World of Our Own" (Davison/Squire) (5:20)
6. "Light of the Ages" (Davison) (7:41)
7. "It was All We Knew" (Howe) (4:13)
8. "Subway Walls" (Davison/Downes) (9:03)

Bonustrack auf der japanischen Ausgabe:
1. "To Ascend" acoustic version (4:33)

Anmerkungen
Mehrere Stücke wurden von der Band unterschiedlich weit entwickelt, dann aber aus Zeitgründen nicht mit auf das Album genommen:
1. "Horizons", ein Longtrack, der verschiedene Stile zu einem Stück kombiniert, das an "Close to the Edge" erinnern soll. Der Song wurde aus Zeitmangel nicht fertiggestellt und soll zentrales Stück auf einem nächsten Album werden.
2. "Breaking Down on Easy Street" (Squire/Davison oder Squire/Davison/White)
3. "From the Moment" oder "To the Moment"
4. "Midnight" (möglicherweise von Squire/White)
5. "Don't Take No for an Answer"
6. Ein Stück, das Howe und Davison zusammen schrieben, das vermutlich "Zenith" heißt und an "Tempus Fugit" vom Album "Drama" erinnern soll.
7. Ein Song, den Squire, Downes und Davison geschrieben haben.

## Besetzung
- Jon Davison – Gesang, Gitarre
- Steve Howe – Gitarre, Gesang
- Chris Squire – E-Bass, Gesang
- Alan White – Schlagzeug
- Geoff Downes – Keyboard

## Cover
Um an das Design der klassischen Yes-Alben anzuknüpfen, wurde erneut der Fantasy-Künstler Roger Dean engagiert, der schon seit den 70er Jahren für viele Yes-Albumcover verantwortlich zeichnet. Er steuerte mit dem Bild "Heaven & Earth" auch den Albumtitel bei.

## Charterfolge
Heaven & Earth erreichte Platz 23 in den deutschen, Platz 20 in den englischen und Platz 26 in den amerikanischen Charts.

## Rückschau
Die Veröffentlichung von Heaven & Earth stieß auf viel Kritik. Eine erste Rezension, von Anil Prasad auf dessen Facebook-Seite, war ein Verriss, den Prasad aus unbekannten Gründen bald zurückzog. Er hatte Heaven & Earth als das bis dato schlechteste Yes-Album bezeichnet und es mit ELPs "In the hot Seat" verglichen. In den folgenden Wochen sprangen ihm jedoch zahlreiche Kritiker bei. Bemängelt wurden unter anderem das Songwriting Davisons, das für Yes einfach zu schlicht und anspruchslos sei (mehrfach wurde der Vergleich mit Kinderliedern gezogen), der leichtgewichtig-folkige Gesamtklang (den einige Fans dagegen explizit lobten), das Ausbleiben aufwändiger progressive-rock-üblicher Arrangements (in diesem Zusammenhang wurde meist "Subway Walls" als einzige Ausnahme hervorgehoben), sowie die Produktion, der deutlich anzuhören ist, dass sie billig war. Auch Roy Thomas Baker und Billy Sherwood wurden für ihre Arbeit kritisiert, ersterer gar aus der Band selbst, letzterer vor allem wegen des flachen Klangs der Singstimmen, die zudem teils asynchron und dissonant sind.
Obwohl einige Fans das Album gut aufnahmen, gilt Heaven & Earth weithin als eines der schwächsten Alben der Band.